# 浅水鉄男
浅水 鉄男（あさみず てつお、1908年（明治41年） 3月28日 - 1934年（昭和9年）9月4日）は、日本の海軍軍人。
五・一五事件の海軍側被告人を裁いた軍法会議において被告特別弁護人を務める。操縦員として夜間訓練中に殉職。最終階級は海軍大尉。

## 生涯
東京府（現・東京都）出身。芝中学を経て、海軍兵学校に入校した。浅水は「目から鼻にぬけた」といわれる秀才で、最終学年では第二分隊伍長（同期全体の次席）を務め、1928年（昭和3年）3月、海兵56期を111名中3番、恩賜で卒業した。56期の練習艦隊（小林躋造司令官）は豪州方面に向かい、帰国後に京都で行われた昭和天皇の即位式に堵列。術科学校教育や艦隊配乗を経て、翌年11月海軍少尉に任官している。すでに同期生の山岸宏、 古賀清志、林正義らは国家革新を目指し、秘密裏に王師会に参加していた。

### 五・一五事件

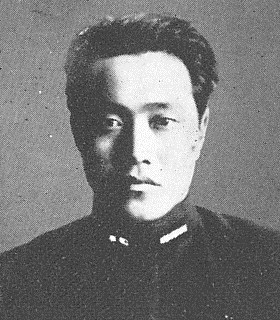
浅水が弁護した一人である古賀清志は、藤井斉亡き後の計画立案の中心的存在であった。

1932年（昭和7年）5月15日、上述の三名や同期生の中村義雄、海兵54期の三上卓ら海軍士官10名、橘孝三郎らの愛郷塾関係者、陸軍士官学校生徒は犬養毅総理を射殺した。当時霞ヶ浦海軍航空隊で操縦学生の学生長（学生中の先任者）であった浅水は同期生らと相談の結果特別弁護人に選ばれた。同じく特別弁護人となった朝田肆六（海兵54期）らと弁護士の塚崎直義を訪問し、無報酬弁護や他の弁護人選任の約束を取り付け、清瀬一郎、林逸郎などで構成される弁護団が結成された。浅水は横須賀鎮守府附となり収監された被告人らの面倒をみていたが、支払を請け負った林らの書籍購入代金が高額になり困惑する一幕もあった。なお海兵同期生は、死後の遺産分配や不祥事を起こした者の進退問題にも関与するなど、家族ぐるみで親しい関係をもっていた。ただし、五・一五事件においては弁護人を出さなかったクラスもある。
現職総理を現役海軍士官が射殺する前代未聞の事件は、世界恐慌の影響で疲弊した社会状況やロンドン海軍軍縮条約での統帥権干犯問題などを背景に抱えており、被告人に対しては批判とともに同情論も存在した。海軍部内もその処分を巡って意見が分かれたが、厳罰派も同情派も事件の動機が｢憂国の情｣ に発することを認めて被告人らの心情に理解を示していたのであり、また新聞や世論にも同様の傾向があった。同情派には加藤寛治ら艦隊派、岡村徳長、小園安名、源田實、板谷茂など、大官では田中光顕が同調した動きをみせている。
海軍側被告の裁判は高須四郎大佐（海兵35期）が裁判長となり、7月24日に開廷した。公判が進むに連れて被告人に対する同情論は高まり、寄せられた減刑嘆願書は69万7千通。なかには血書が1千22通含まれていた。9月11日には山本高治検察官の論告求刑、浅水、朝田の特別弁論が行われ、山本検察官は次の三件の要件を満たすことによって反乱罪を構成するとして、三上、古賀、黒岩勇（海兵54期）の三名に死刑を求刑した。
これに対し浅水は56期を代表し、熱弁をふるって弁護した。この際の浅水の様子は、検察官を睨み、卓をたたき、涙ながらのものであり、被告人らも涙を流した。新聞はその様子を「満員の法廷は寂として声なし」と報じている。弁論内容は次の通り（適宜句読点を補った）。

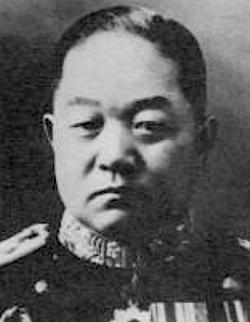
裁判長高須四郎大佐（のち海軍大将）。高須は｢この判決がお国のためになるよう、ただそれのみを祈ってやまない｣とのみ談話を発表した。

被告らは退廷の際、浅水、朝田に｢ご苦労でした」と礼を述べている。翌日には海兵40期から58期の有志68名によって決議文が採択され、高須裁判長、大角岑生海相、野村直邦横須賀鎮守府司令長官に提出予定であると新聞は報じている。11月9日に下った判決は、三上、古賀の禁固15年が最高刑であった。鈴木貫太郎は死刑判決を受けたものがいなかったことを｢許すべからざる失態｣と批判しているが、高須は家族に対し｢被処刑者が英雄視されることを避けたかった｣と語っていた。
翌日、浅水は朝田らと執行猶予となった林正義らの釈放を出迎えた。それから数日間、林らは救国の英雄扱いを受け、林は艦隊派の連絡掛の役割を担ってゆく。
この事件によって、戦前日本の政党政治は終焉を迎えた。池田清は五・一五事件に加わった海軍士官の心情につき、エリート意識と現実社会の低い評価とのギャップの存在を指摘している。

### その後
館山海軍航空隊附となり、翌年9月、第四戦隊所属重巡洋艦｢高雄」のケプガン（中・少尉のうち兵科最先任者）であった浅水は夜間演習中に佐渡島沖で行方不明となり、遺体は大湊方面で発見され収容された。浅水は｢女にも見まもほしき美男子｣で、前年の2月には百武源吾の娘と結婚しており、新妻と誕生してほどない男子が遺されている。百武は娘に｢寒厳一樹松｣の書を贈った。

### 関係者
朝田肆六は海軍大学校を卒業し、太平洋戦争開戦時は英国駐在武官補佐官であった。戦中は第六艦隊参謀から軍令部作戦課員に転じ、在任中に神経衰弱にいたり戦病死する。林は1980年（昭和55年）、古賀は1997年（平成9年）に死去した。